# Die Hose (Film)
Die Hose ist ein deutscher Stummfilm aus dem Jahre 1927 nach dem gleichnamigen Lustspiel von Carl Sternheim. Unter der Regie von Hans Behrendt spielen Werner Krauß als spießig-biederer Kleinbürger und Jenny Jugo als seine Ehefrau die Hauptrollen.

## Handlung
In einer deutschen Kleinstadt zur Kaiserzeit. Das kleinbürgerliche, biedere Ehepaar Maske lebt ein unauffälliges, durch und durch bourgeoises Leben ohne Höhen und Tiefen. Da passiert ausgerechnet der noch jungen Luise Maske ein großes Malheur. Just in dem Moment, in dem an einem Sonntag der Fürst auf dem zentralen Marktplatz vorbeifährt und sich von seinen Untertanen huldigen lässt, verliert Luise vor den Augen des Landesherrn ihre Hose. Während die Betroffene von diesem Missgeschick zutiefst peinlich berührt ist, weckt die freigewordene Sicht auf die Beine der hübschen jungen Frau sofort Begehrlichkeiten bei zwei anderen Herren, dem Friseur Mandelstam und einem eleganten Mann von Welt namens Scarron.
Während Theobald Maske ganz in seiner Rolle des vermeintlich wohlanständigen und die moralischen Werte hochhaltenden Durchschnittsspießers gefangen bleibt, haben die anderen Männer nunmehr weit weniger ehrbare Absichten. Jeder von ihnen überlegt sich, wie er wohl die attraktive Luise für sich gewinnen und dem gespreizten Langweiler von Gatten dessen Ehefrau – zumindest für ein vorübergehendes, intimes Tête-à-tête – ausspannen könnte. Während Theobald in seiner Doppelmoral seine heimlichen Gelüste bei der Nachbarin von gegenüber zu befriedigen trachtet, versucht sich die Konkurrenz gegenseitig auszustechen, scheitert jedoch kläglich – und zwar an sich selbst. Sogar der Fürst hat derweil ein Auge auf Luise geworfen. Er lässt sie auf sein Schloss bringen und macht sie dort betrunken, um bei ihr bessere Chancen zu haben. Doch Luise, ganz brave Ehefrau, ist keinen Alkohol gewöhnt und schläft selig auf der Couch des Fürsten ein.

## Produktionsnotizen
Die Satire Die Hose gilt als die ambitionierteste Stummfilminszenierung des Unterhaltungsfilmregisseurs Behrendt. Gedreht wurde von Mai bis Juni 1927. Der Film wurde am 20. August 1927 uraufgeführt. Nach dem Krieg wurde Die Hose erstmals am 3. Juni 1961 im Rahmen einer ARD-Erstausstrahlung gezeigt.
Für Jenny Jugo, die bis dahin zumeist Nebenrollen gespielt hatte, bedeutete Die Hose den endgültigen Durchbruch zum Filmstar.
Die Filmbauten entwarfen Heinrich C. Richter und Franz Schroedter. Der im Dritten Reich als Schöpfer des berüchtigtsten antisemitischen Spielfilms Jud Süß bekannt gewordene Veit Harlan spielt in Die Hose die Nebenrolle eines jüdischen Friseurs.

## Kritiken
Im Film-Kurier ist folgendes zu lesen: „Es war eine stupende Sache, zu messen etwa an Chaplin. Werner Krauß als Theobald Maske ist eine naturwissenschaftliche Monstrosität: ein Kaulquapperich, ein ganz formidables Biest, das kräht und faucht und quakt. Wenn Jenny Jugo mit ihren großen, fragenden, dummen Kinderaugen in die Welt schaut, ist sie manchmal unwiderstehlich. Sie war noch nie, auch nur annähernd, so gut am Platze wie hier.“
Oskar Kalbus’ Vom Werden deutscher Filmkunst meinte: „Werner Krauß als Sekretär Maske gibt eine unvergeßliche Rolle, nicht in großer Linie durchgearbeitet, sondern lauter Mosaikbilder, zahllose kleine Einzelzüge, die aber diesen Film zum Kammerspiel machen.“
Reclams Filmführer urteilte über den Film: „Ein sorgfältig inszenierter „Schauspieler-Film“, der vor allem Werner Krauß Gelegenheit für eine raffinierte und wirkungsvolle Karikatur des kleinstädtischen Spießers gab. Von der Morgenrasur bis zum Kegelabend lebt hier der ängstliche Gernegroß, dem die Barthaare der Entrüstung zittern – solange mit dieser Entrüstung keine Gefahr verbunden ist, dem aber die devotesten Bücklinge zur Verfügung stehen, wenn es dem eigenen Vorteil nützt.“
Das Lexikon des Internationalen Films schreibt: „Berühmte Stummfilmsatire […] auf Pharisäertum und Untertanengeist in einer deutschen Residenzstadt vor 1914. Die Handlung karikiert den durch ein lächerliches Mißgeschicks ausgelösten ehelichen Seitensprung einer hübschen Beamtengattin.“

## Filmmusik
Der Musik- und Theaterkritiker Franz Wallner-Basté schrieb in der August/September-Ausgabe der Filmmusik-Rundschau lobend über die Aufführung mit Willy Schmidt-Gentners Musikkompilation:

„Schmidt-Gentner hat die “Hose” musikalisch aufgebügelt. Prima-prima, versteht sich. Ergötzlich Herrn Maskes Zornausbrüche, wenn das Orchester ihm die Worte vom Mund nimmt. Wie er kräht und kommandiert, wie die Posaune sein Gähnen höchst unmanierlich mitgähnt, wie Kegelbrüder- und Männergesangvereins-Sphäre beschworen wird. Vorher mit schöner verve die Fledermaus-Ouverture als gut gewählte Introduktion.“

## Belege
1. ↑  Film-Kurier Nr. 197 von 22. August 1927.
2. ↑  Oskar Kalbus: Vom Werden deutscher Filmkunst. 1. Teil: Der stumme Film. Berlin 1935, S. 75.
3. ↑  Dieter Krusche, Jürgen Labenski: Reclams Filmführer. Stuttgart 1973, ISBN 3-15-010204-9, S. 71.
4. ↑  Klaus Brüne (Hrsg.): Lexikon des Internationalen Films. Band 3, Reinbek bei Hamburg 1987, S. 1675 f.
5. ↑   zitiert nach:  Birett: Stummfilmmusik. Materialsammlung, Anhang S. 162–163.